# Crouzeliinae
Crouzeliinae — це вимерла підродина приматів Pliopithecidae, які населяли Європу та Китай під час міоцену, приблизно 8–14.5 мільйонів років тому, імовірно, вони виникли в Азії та поширили свій ареал до Європи між 17 і 13 мільйонами років тому. Crouzeliinae можна відрізнити від інших підродин Pliopithecoidea на основі унікальних ознак зубів.